# 中正運動場
中正運動場是位於高雄市苓雅區的一座體育場，設有標準田徑場，也可用做足球場，可容納30,000人。該運動場與中正技擊館為同時期建築，1985年10月動工，1986年10月完工，並舉辦了該年的台灣區運動會。兩場館間原有一個大型天橋連接，現已拆除。
在國家體育場落成前，中正運動場是高雄市最大的體育場，多次舉辦全國性或地區性運動會的主要場地，如台灣區運動會及一般常態賽事；在2009年世界運動會中為浮士德球賽事的進行地。此外，中正運動場是高雄市政府運動發展局本部。附近設施除技擊館外，還有高雄市立國際游泳池與青少年運動園區等。
1996年10月20日，麥可·傑克森於中正運動場舉辦HIStory世界巡迴演唱會高雄場，吸引約35,000人入場。

## 改造工程

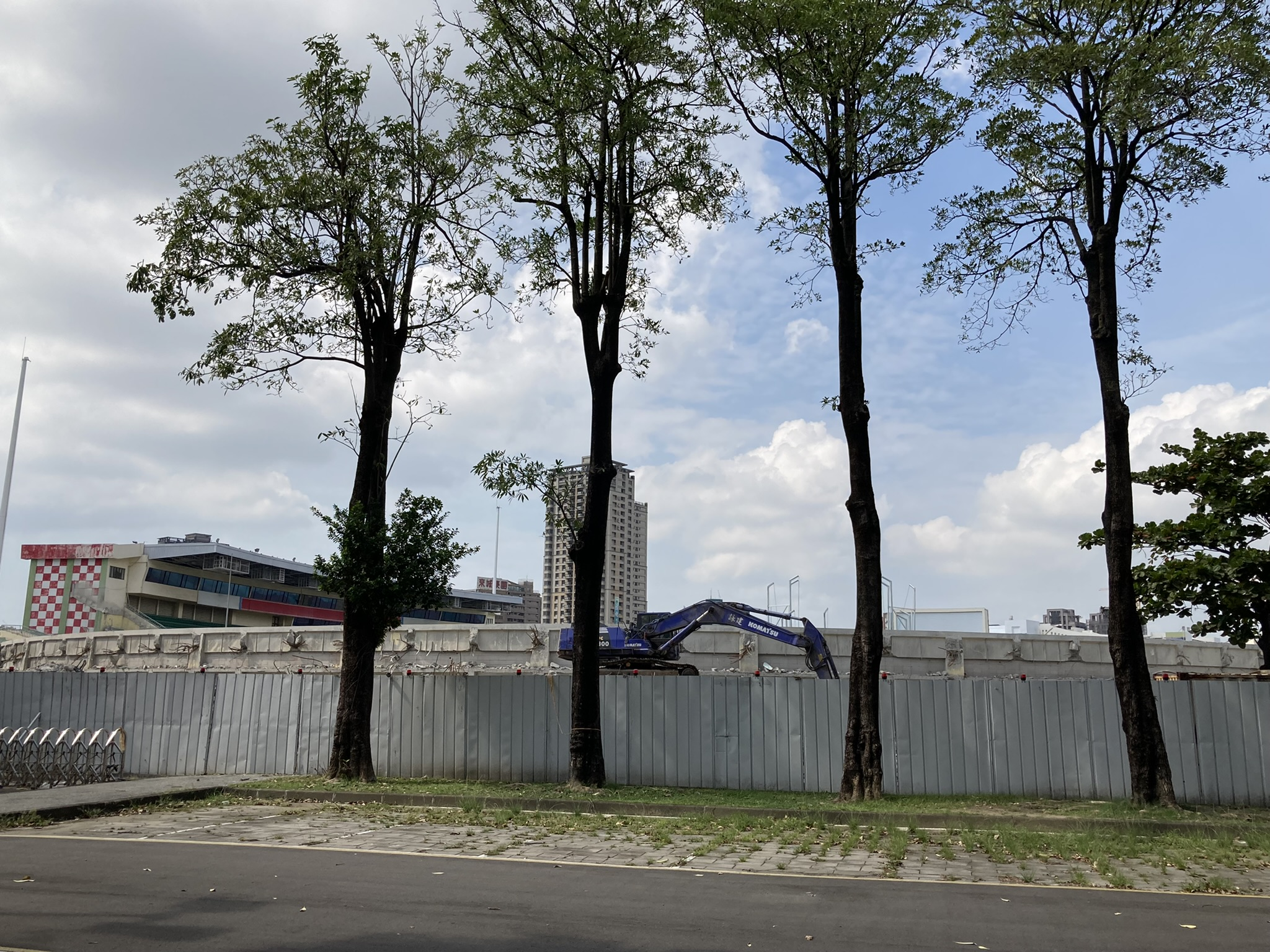
進行改造工程中的中正運動場

自國家體育場啟用後，中正運動場開始面臨閒置問題，高雄市政府遂將中正運動場轉型，改造為複合型運動公園「Kaohsiung Highline」，2025年4月完工。

## 交通
體育場位在高雄市中正一路上，鄰近中山高速公路的中正路出口匝道，同時高雄捷運橘線苓雅運動園區站位在後方。

## 公車資訊
248、五福幹線號至苓雅運動園區站下車。52、70號至中正體育場站下車

## 外部連結
- www.khms.gov.tw